# نوكيا E5
' (بالإنجليزية: Nokia E5)‏ هو هاتف ذكي من نوكيا يعمل بنظام سيمبيان، تم طرحه في الأسواق في 2010.

## الخصائص
- نظام التشغيل: سيمبيان
- الشاشة: إل سي دي
- الوزن: 126 غرام
- المعالج: 600 ميجا هرتز
- الذاكرة: 512 ميجابايت